# Вест-Елктон (Огайо)
Вест-Елктон (англ. West Elkton) — селище (англ. village) в США, в окрузі Пребл штату Огайо. Населення — 164 особи (2020).

## Географія
Вест-Елктон розташований за координатами 39°35′17″ пн. ш. 84°33′35″ зх. д. / 39.58806° пн. ш. 84.55972° зх. д. (39.588138, -84.559781).  За даними Бюро перепису населення США в 2010 році селище мало площу 1,51 км², уся площа — суходіл.

## Демографія
Згідно з переписом 2010 року, у селищі мешкало 197 осіб у 76 домогосподарствах у складі 55 родин. Густота населення становила 130 осіб/км².  Було 86 помешкань (57/км²).
Расовий склад населення:
| - 97,0 % — білих - 1,5 % — азіатів - 0,5 % — чорних або афроамериканців |

До двох чи більше рас належало 0,5 %. Частка іспаномовних становила 0,5 % від усіх жителів.
За віковим діапазоном населення розподілялося таким чином: 24,4 % — особи молодші 18 років, 61,4 % — особи у віці 18—64 років, 14,2 % — особи у віці 65 років та старші. Медіана віку мешканця становила 39,3 року. На 100 осіб жіночої статі у селищі припадало 121,3 чоловіків;  на 100 жінок у віці від 18 років та старших — 112,9 чоловіків також старших 18 років.
Середній дохід на одне домашнє господарство  становив 43 309 доларів США (медіана — 32 344), а середній дохід на одну сім'ю — 50 347 доларів (медіана — 41 250). Медіана доходів становила 40 833 долари для чоловіків та 26 250 доларів для жінок. За межею бідності перебувало 8,2 % осіб, у тому числі 2,8 % дітей у віці до 18 років та 3,4 % осіб у віці 65 років та старших.
Цивільне працевлаштоване населення становило 90 осіб. Основні галузі зайнятості: освіта, охорона здоров'я та соціальна допомога — 21,1 %, мистецтво, розваги та відпочинок — 16,7 %, виробництво — 15,6 %.